# Manuela Carmena

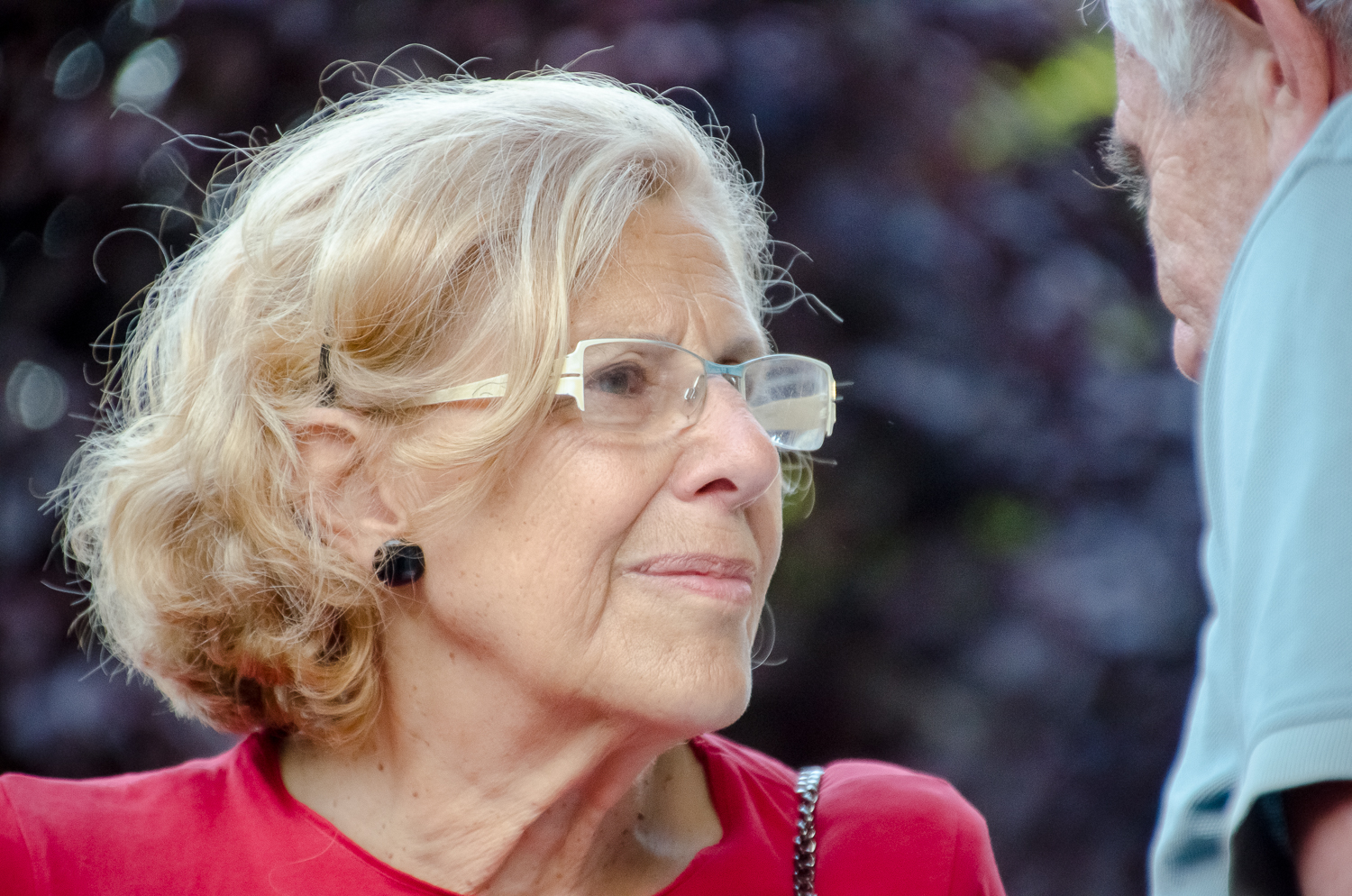
Manuela Carmena (2015)

Manuela Carmena Castrillo (geboren am 9. Februar 1944 in Madrid) ist eine spanische Richterin und Politikerin. Von Juni 2015 bis Juni 2019 war sie Bürgermeisterin von Madrid.

## Leben
Manuela Carmena Castrillo studierte Rechtswissenschaft an der Universität Complutense Madrid, was sie 1965 abschloss. Sie arbeitete als Rechtsanwältin. Sie war Anhängerin der vom diktatorischen Franco-Regime verbotenen Partido Comunista de España und verteidigte inhaftierte Gewerkschafter. Sie wurde deshalb vom Franco-Regime politisch verfolgt. Nach der Wiederzulassung der PCE 1977 trat sie dieser bei. Nach der Phase der Transition in Spanien konnte sie 1981 Richterin werden und verließ die PCE.
Für ihre unerschrockene Verfolgung der Gewalttaten und Menschenrechtsverletzungen des franquistischen Geheimdienstes erhielt sie 1986 den premio nacional Derechos Humanos. In Madrid wurde sie zur Vorsitzenden der Richtervereinigung Madrids gewählt. Sie arbeitete an Strafgerichten und Verwaltungsgerichten und wurde 1996 zum Mitglied des Juristischen Generalrats gewählt. Sie ist Mitgründerin der Organisation Jueces para la Democracia.

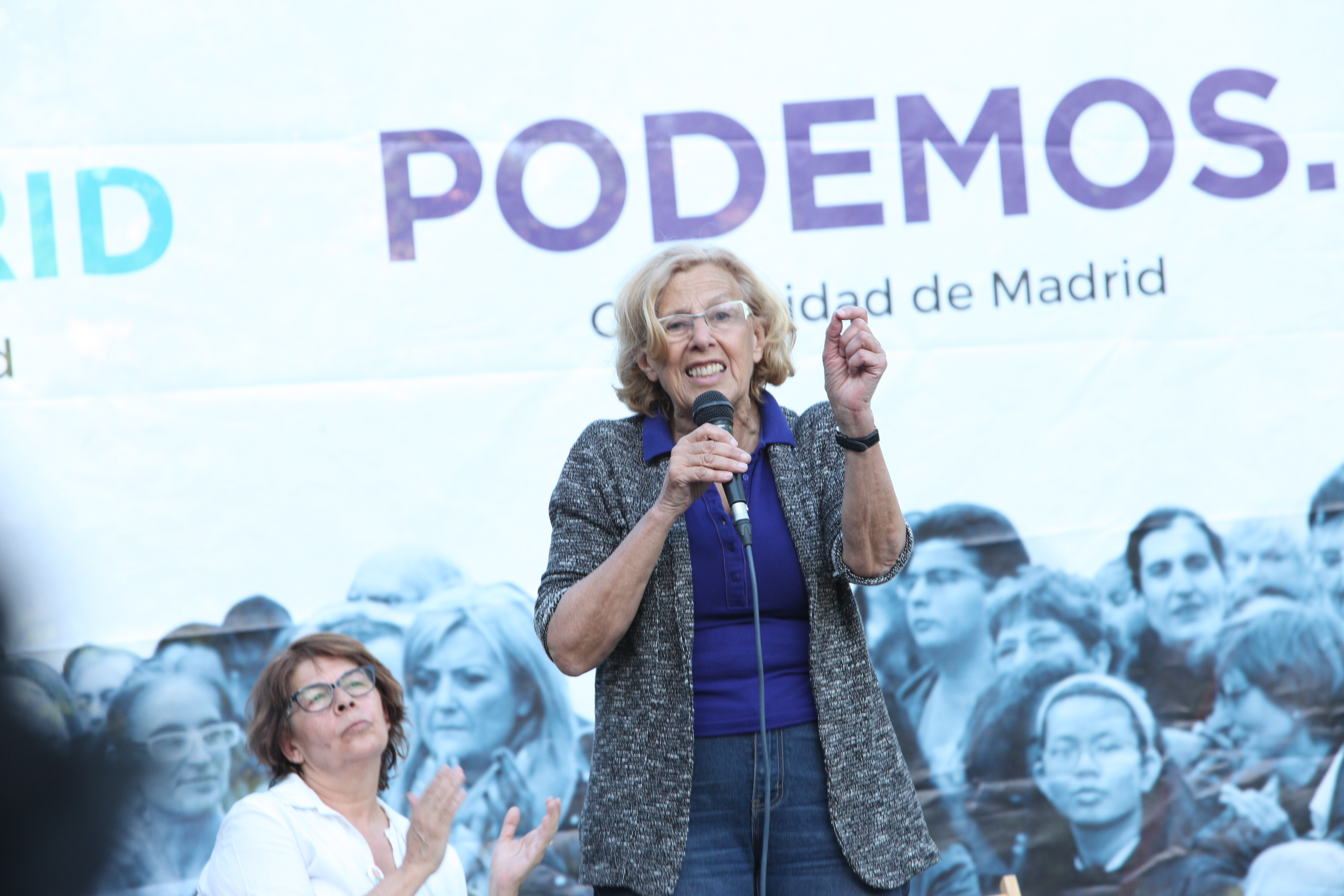
Manuela Carmena (2015)

### Bürgermeisterin von Madrid
Im Jahr 2015 wurde Carmena für die spanischen Kommunalwahlen in Madrid von Podemos als Spitzenkandidatin für die Bürgerplattform Ahora Madrid nominiert. Das Bündnis verfehlte die absolute Mehrheit, erreichte jedoch zusammen mit der sozialistischen PSOE die erforderliche Mehrheit von 29 von 57 Stimmen im Kommunalparlament und konnte den seit 24 Jahren herrschenden konservativen Partido Popular (PP) ablösen. In Madrid sah sich Carmena einer PP-dominierten Verwaltung und einer konservativen Regionalregierung gegenüber und musste als angeblich „Bürgerliche“ mit schwankendem Beistand in den eigenen Reihen rechnen. Im Juni 2015 scheiterte sie mit der Ernennung Guillermo Zappatas zum Kulturstadtrat. Nachdem sie in den ersten Wochen ihrer Amtszeit von den führenden spanischen Zeitungen El País und El Mundo scharf angegriffen worden war, richtete sie die Website Versión Original ein, auf der den Falschmeldungen der Presse Richtigstellungen des Rathauses gegenübergestellt werden.
Bei den Kommunalwahlen im Mai 2019 erlangte die von ihr geführte Liste „Más Madrid“ (Mehr Madrid) den höchsten Stimmenanteil (30,95 %), aber eine Koalition aus PP, den liberalen Ciudadanos und der rechtspopulistischen Vox hielten gemeinsam über 50 % der Stimmen und bestimmten am 15. Juni José Luis Martínez-Almeida zum neuen Bürgermeister; Carmena verzichtete daraufhin auf ihr Amt als gewählte Stadträtin.

## Auszeichnungen
- Orden San Raimundo de Penafort

## Schriften (Auswahl)
- Crónica de un desorden: Notas para reinventar la Justicia. Madrid : Alianza, 1997
- Por qué las cosas pueden ser diferentes: Reflexiones de una jueza. Madrid : Clave Intelectual, 2014